# Eilema nebulosa
Teulisna nebulosa là một loài bướm đêm thuộc phân họ Arctiinae, họ Erebidae.